# Euproutia
Euproutia is een geslacht van vlinders van de familie spanners (Geometridae), uit de onderfamilie Geometrinae.

## Soorten
- E. aggravaria (Guenée, 1858)
- E. rufomarginata (Pagenstecher, 1893)
- E. vernicoma (Prout, 1913)